# Stephen Gray
Stephen Gray (1666-1736) là nhà hóa học và nhà thiên văn người Anh. Gray có những nghiên cứu quan trọng về điện. Tiếp tục theo đuổi những nghiên cứu của Francis Hauksbee, Gray đã khám phá ra nhiều điều, quan trọng nhất là sự dẫn điện. Sử dụng nhiều chất liệu, ông dẫn điện đi xa hơn. Cuối cùng, ông đi đến thí nghiệm quy mô lớn đó là đưa các thí nghiệm ra ngoài trời và căng những đường dây dài hàng trăm foot. Nhờ tất cả những thí nghiệm đó, ông rút ra kết luận mang ý nghĩa thực tiễn của điện là một số chất dẫn điện tốt, và một số chất thì không.